# BB Brunes
BB Brunes er en fransk rockgruppe.

## Diskografi

### Album
| Udgivelsesdato | Titel            |
| 2007           | Blonde Comme Moi |
| 2009           | Nico Teen Love   |

### Singler
| År   | Titel          | Album            |
| 2006 | Le Gang        | Blonde Comme Moi |
| 2007 | Houna          | Blonde Comme Moi |
| 2007 | Dis-moi        | Blonde Comme Moi |
| 2008 | Mr. Hyde       | Blonde Comme Moi |
| 2009 | Dynamite       | Nico Teen Love   |
| 2009 | Lalalove You   | Nico Teen Love   |
| 2010 | Nico Teen Love | Nico Teen Love   |

| Musikgruppe | Spire Denne artikel om en musikgruppe er en spire som bør udbygges. Du er velkommen til at hjælpe Wikipedia ved at udvide den. |